# Ivan Reitman
Ivan Reitman, OC (Komárno, 27 oktober 1946 – Montecito (Californië), 12 februari 2022) was een Slowaaks-Canadees filmregisseur en filmproducent. 

## Biografie
Ivan Reitman werd net na de Tweede Wereldoorlog geboren in het destijds Tsjecho-Slowaakse Komárno als de zoon van Klara en Ladislav Reitman. Zijn ouders waren joods. Zijn moeder overleefde het concentratiekamp van Auschwitz en zijn vader was een verzetsstrijder. Gedurende de jaren 1950 verhuisde hij met zijn familie naar Canada. Hij studeerde in Toronto aan het Oakwood Collegiate Institute. In 1969 behaalde hij een bachelor in muziek aan McMaster University. Aan de universiteit regisseerde en produceerde hij verscheidene korte films.
Na zijn studies ging Reitman in de entertainmentindustrie aan de slag. In Toronto werkte hij als producent voor de tv-zender CITY-TV. Reeds tijdens zijn eerste jaar werd hij ontslagen door Moses Znaimer, de eigenaar van de zender. In 1973 produceerde hij de musical Spellbound, wat later de Broadway-musical The Magic Show werd. Het libretto voor de musical werd geschreven door David Cronenberg. Reitman en Cronenberg werkten midden jaren 1970 als respectievelijk producent en regisseur samen aan de horrorfilms Shivers (1975) en Rabid (1977).
Vanaf het einde van de jaren 1970 werd Reitman bekend als de producent en regisseur van verschillende succesvolle komedies, waarin de cast en crew vaak bestond uit medewerkers van het humoristisch tijdschrift National Lampoon en/of acteurs van het sketchprogramma Saturday Night Live. In 1978 produceerde hij Animal House, met onder meer John Belushi in de hoofdrol. Later regisseerde hij zelf onder meer Meatballs (1979) en Stripes (1981), beide met Bill Murray als hoofdrolspeler.
Reitman bleef ook actief in de theaterindustrie. Zo ontving hij twee Tony Award-nominaties voor de Broadway-musical Merlin (1983). In 1984 regisseerde en produceerde hij Ghostbusters, met onder meer Dan Aykroyd en Murray als hoofdrolspelers. De komische fantasyfilm werd een kaskraker en kreeg vijf jaar later een sequel, die eveneens door Reitman geregisseerd werd. In 2016 produceerde hij ook de reboot Ghostbusters (2016).
In 1998 richtte hij het productiebedrijf The Montecito Picture Company op. Zijn zoon, Jason Reitman, werd eveneens een filmregisseur en deed de regie van de Ghostbusters-film Ghostbusters: Afterlife. In 2009 ontving hij samen met zijn zoon een Oscarnominatie voor Up in the Air (2009).

## Privéleven en overlijden
Reitman trouwde in 1976 en kreeg twee dochters, onder wie actrice Catherine Reitman, en een zoon. Hij overleed in februari 2022 thuis in zijn slaap op 75-jarige leeftijd.

## Prijzen en nominaties
| Film / Musical       | Prijs         | Categorie     | Uitslag     |
| -------------------- | ------------- | ------------- | ----------- |
| Merlin (1983)        | Tony Award    | Beste musical | Genomineerd |
| Merlin (1983)        | Tony Award    | Beste regie   | Genomineerd |
| Up in the Air (2009) | Academy Award | Beste film    | Genomineerd |
| Up in the Air (2009) | BAFTA Award   | Beste film    | Genomineerd |

## Filmografie
| Jaar | Titel                        | Regisseur | Producent |
| ---- | ---------------------------- | --------- | --------- |
| 1971 | Foxy Lady                    |           |           |
| 1973 | Cannibal Girls               |           |           |
| 1975 | Shivers                      |           |           |
| 1976 | Death Weekend                |           |           |
| 1977 | Rabid                        |           |           |
| 1978 | Animal House                 |           |           |
| 1979 | Meatballs                    |           |           |
| 1981 | Stripes                      |           |           |
| 1981 | Heavy Metal                  |           |           |
| 1984 | Ghostbusters                 |           |           |
| 1986 | Legal Eagles                 |           |           |
| 1988 | Twins                        |           |           |
| 1989 | Ghostbusters II              |           |           |
| 1990 | Kindergarten Cop             |           |           |
| 1992 | Stop! Or My Mom Will Shoot   |           |           |
| 1992 | Beethoven                    |           |           |
| 1993 | Dave                         |           |           |
| 1994 | Junior                       |           |           |
| 1996 | Space Jam                    |           |           |
| 1997 | Fathers' Day                 |           |           |
| 1997 | Private Parts                |           |           |
| 1998 | Six Days, Seven Nights       |           |           |
| 2000 | Road Trip                    |           |           |
| 2001 | Evolution                    |           |           |
| 2006 | Trailer Park Boys: The Movie |           |           |
| 2006 | My Super Ex-Girlfriend       |           |           |
| 2009 | Post Grad                    |           |           |
| 2009 | Up in the Air                |           |           |
| 2009 | Chloe                        |           |           |
| 2011 | No Strings Attached          |           |           |
| 2012 | Hitchcock                    |           |           |
| 2014 | Draft Day                    |           |           |
| 2016 | Ghostbusters                 |           |           |
| 2017 | Baywatch                     |           |           |
| 2017 | Father Figures               |           |           |
| 2021 | Ghostbusters: Afterlife      |           |           |
| 2024 | Ghostbusters: Frozen Empire  |           |           |